# Job Mutters
Johannes ("Job") Mutters (Den Haag, 18 februari 1889 – Leidschendam, 8 maart 1974)  was een Nederlands landmachtofficier en voetbalscheidsrechter die vierendertigmaal een internationale wedstrijd floot. Hij was onder meer actief bij drie opeenvolgende Olympische Spelen: 1920, 1924 en 1928. Hij was een zoon van architect Johan Mutters. 
Mutters was weinig succesvol als voetballer bij lagere teams van Vitesse en HVV. Als scheidsrechter floot hij naar eigen zeggen 43 (afwijkend van de telling van de KNVB) internationale wedstrijden waaronder de olympische finale in 1928. Hij zat vijftien jaar in de scheidsrechterscommissie van de NVB, in de scheidsrechterscommissie van de FIFA en was bestuurslid van De Zwaluwen. Mutters werd benoemd tot bondsridder van de KNVB.
Hij had een militaire loopbaan bij de infanterie bij het Garderegiment Grenadiers en Jagers. Mutters kreeg na de Tweede Wereldoorlog het Bronzen Kruis omdat hij als kapitein van de tweede compagnie eerste bataljon Grenadiers met zijn mannen verantwoordelijk was voor de (tijdelijke) herovering van vliegveld Ockenburg dat door Duitse parachutisten was ingenomen in mei 1940. In 1946 ging hij als luitenant-kolonel naar Nederlands Indië. Hij was gezagvoerder aan boord van schepen die troepen aan- en afvoerden. In januari 1951 keerde hij op de laatste dienstreis van de Groote Beer na zijn zeventiende reis terug in Nederland en ging vervolgens met pensioen.

## Interlands
| Datum             | Plaats                 | Wedstrijd                       | Uitslag | Competitie        | Kreeg geel | Kreeg voor de tweede keer geel en dus rood | Weggestuurd |
| ----------------- | ---------------------- | ------------------------------- | ------- | ----------------- | ---------- | ------------------------------------------ | ----------- |
| 5 juni 1919       | Kopenhagen, Denemarken | Denemarken – Zweden             | 3 – 0   | Vriendschappelijk | 0          | 0                                          | 0           |
| 28 maart 1920     | Bern, Zwitserland      | Zwitserland – Italië            | 3 – 0   | Vriendschappelijk | 0          | 0                                          | 0           |
| 5 april 1920      | Amsterdam, Nederland   | Nederland – Denemarken          | 2 – 0   | Vriendschappelijk | 0          | 0                                          | 0           |
| 28 augustus 1920  | Antwerpen, België      | Noorwegen – Verenigd Koninkrijk | 3 – 1   | Eindronde OS 1920 | 0          | 0                                          | 0           |
| 29 augustus 1920  | Antwerpen, België      | België – Spanje                 | 3 – 1   | Eindronde OS 1920 | 0          | 0                                          | 0           |
| 31 augustus 1920  | Antwerpen, België      | Tsjecho-Slowakije – Frankrijk   | 4 – 1   | Eindronde OS 1920 | 0          | 0                                          | 0           |
| 6 maart 1921      | Brussel, België        | België – Frankrijk              | 3 – 1   | Vriendschappelijk | 0          | 0                                          | 0           |
| 24 april 1921     | Wenen, Oostenrijk      | Oostenrijk – Hongarije          | 4 – 1   | Vriendschappelijk | 0          | 0                                          | 0           |
| 21 mei 1921       | Brussel, België        | België – Engeland               | 0 – 2   | Vriendschappelijk | 0          | 0                                          | 0           |
| 21 mei 1922       | Milaan, Italië         | Italië – België                 | 4 – 2   | Vriendschappelijk | 0          | 0                                          | 0           |
| 11 juni 1922      | Wenen, Oostenrijk      | Oostenrijk – Zwitserland        | 7 – 1   | Vriendschappelijk | 0          | 0                                          | 0           |
| 4 februari 1923   | Antwerpen, België      | België – Spanje                 | 1 – 0   | Vriendschappelijk | 0          | 0                                          | 0           |
| 11 maart 1923     | Lausanne, Zwitserland  | Zwitserland – Hongarije         | 1 – 6   | Vriendschappelijk | 0          | 0                                          | 0           |
| 5 mei 1923        | Brussel, België        | België – Engeland               | 3 – 0   | Vriendschappelijk | 0          | 0                                          | 0           |
| 12 augustus 1923  | Dresden, Duitsland     | Duitsland – Finland             | 1 – 2   | Vriendschappelijk | 0          | 0                                          | 0           |
| 30 september 1923 | Kopenhagen, Denemarken | Denemarken – Noorwegen          | 2 – 1   | Vriendschappelijk | 0          | 0                                          | 0           |
| 1 november 1923   | Antwerpen, België      | België – Engeland               | 2 – 2   | Vriendschappelijk | 0          | 0                                          | 0           |
| 21 april 1924     | Basel, Zwitserland     | Zwitserland – Denemarken        | 2 – 0   | Vriendschappelijk | 0          | 0                                          | 0           |
| 26 mei 1924       | Parijs, Frankrijk      | Hongarije – Polen               | 5 – 0   | Eindronde OS 1924 | 0          | 0                                          | 0           |
| 2 juni 1924       | Parijs, Frankrijk      | Italië – Zwitserland            | 1 – 2   | Eindronde OS 1924 | 0          | 0                                          | 0           |
| 5 juni 1924       | Colombes, Frankrijk    | Zweden – Zwitserland            | 1 – 2   | Eindronde OS 1924 | 0          | 0                                          | 0           |
| 14 december 1924  | Stuttgart, Duitsland   | Duitsland – Zwitserland         | 1 – 1   | Vriendschappelijk | 0          | 0                                          | 0           |
| 27 september 1925 | Aarhus, Denemarken     | Denemarken – Finland            | 3 – 3   | Vriendschappelijk | 0          | 0                                          | 0           |
| 13 december 1925  | Luik, België           | België – Oostenrijk             | 3 – 4   | Vriendschappelijk | 0          | 0                                          | 0           |
| 14 februari 1926  | Brussel, België        | België – Hongarije              | 0 – 2   | Vriendschappelijk | 0          | 0                                          | 0           |
| 12 december 1926  | München, Duitsland     | Duitsland – Zwitserland         | 2 – 3   | Vriendschappelijk | 0          | 0                                          | 0           |
| 11 mei 1927       | Brussel, België        | België – Engeland               | 1 – 9   | Vriendschappelijk | 0          | 0                                          | 0           |
| 29 mei 1927       | Zürich, Zwitserland    | Zwitserland – Oostenrijk        | 1 – 4   | Vriendschappelijk | 0          | 0                                          | 0           |
| 11 maart 1928     | Lausanne, Zwitserland  | Zwitserland – Frankrijk         | 4 – 3   | Vriendschappelijk | 0          | 0                                          | 0           |
| 10 juni 1928      | Amsterdam, Nederland   | Uruguay – Argentinië            | 1 – 1   | Eindronde OS 1928 | 0          | 0                                          | 0           |
| 13 juni 1928      | Amsterdam, Nederland   | Uruguay – Argentinië            | 2 – 1   | Eindronde OS 1928 | 0          | 0                                          | 0           |
| 10 mei 1930       | Berlijn, Duitsland     | Duitsland – Engeland            | 3 – 3   | Vriendschappelijk | 0          | 0                                          | 0           |
| 14 mei 1930       | Wenen, Oostenrijk      | Oostenrijk – Engeland           | 0 – 0   | Vriendschappelijk | 0          | 0                                          | 0           |
| 8 juni 1930       | Antwerpen, België      | België – Portugal               | 2 – 1   | Vriendschappelijk | 0          | 0                                          | 0           |
| 11 oktober 1931   | Brussel, België        | België – Polen                  | 2 – 1   | Vriendschappelijk | 0          | 0                                          | 0           |
| 30 mei 1935       | Brussel, België        | België – Zwitserland            | 2 – 2   | Vriendschappelijk | 0          | 0                                          | 0           |